# Kriváň (planetka)
(24260) Kriváň je planetka, kterou objevil Peter Kušnirák v časných ranních hodinách dne 13. prosince 1999 na observatoři v Ondřejově. Je pojmenována po vrchu Kriváň, který je jedním z národních symbolů Slovenska.

## Objev a pojmenování
Planetka se v době objevu nacházela v jihozápadní části souhvězdí Malý lev (Leo Minor), v blízkosti hranice se souhvězdím Lev (Leo), pouze 36' severovýchodně od hvězdy 20 LMI (+5,4 mag), měla zdánlivou vizuální jasnost +17,8 mag a byla 3197. planetkou objevenou v první polovině prosince 1999. Po objevu dostala předběžné označení 1999 XW127. Z Ondřejova byla planetka pozorována pouze v objevové opozici a v průběhu 9 nocí bylo změřených celkem 26 pozic, později poslaných do MPC. Naposledy byla planetka pozorována večer 9. června 2000. Číslování planetky bylo zveřejněno v cirkuláři MPC č. 42557 vydaném dne 8. dubna 2001.
Planetka je pojmenována po 2 494 metrů vysokém Kriváni, jednom z tatranských vrcholů a národních symbolů Slovenska. Jméno planetky se stalo oficiálním po zveřejnění v cirkuláři MPC č. 43194 vydaném dne 4. srpna 2001 Mezinárodní astronomickou unií.

## Dráha
Planetka obíhá kolem Slunce ve střední vzdálenosti 389 mil. km po mírně excentrické dráze s dobou oběhu 4,19 roku (1529 dní). K Zemi se přibližuje na minimální vzdálenost 192 mil. kilometrů a její velikost je odhadována na 11 km. 